# 短颌沙条鲨
短颌沙条鲨（学名：Negogaleus brachygnathus）为真鲨科沙条鲨属的鱼类。在中国，分布于英哥海等。该物种的模式产地在英哥海。